# Магарево
Магарево (мак. Магарево) — маленьке село в общині Битола, у Північній Македонії. Село знаходиться в долині на північно-східних схилах гірського масиву Пелістер, на висоті близько 1040 м над рівнем моря. Відстань до адміністративного центру общини Бітоли складає 9 км. На заході межує з селом Трново, на півдні з селом Ніжеполе. Через село проходить дорога до туристичного центру Національного парка Пелістер. Через село тече річка Магаревська. До середини XX століття було населене переважно арумунами.
Село займає площу 16,1 км², з яких 2,54 км² орна земля, на ліси приходиться 6,09 км², а на пасовиська — 2,01 км². Населення переважно зайняте в сільському та лісовому господарстві.
Поруч з селом знаходиться монастир св. Георгія, а також у селі є церква. Навколо села знаходиться більше 10 туристичних геологічних пам'яток. Вище села по дорозі розташована популярна галявина для пікніків «Голема ливада» (укр. велика левада). Наявні магазин, 2 кафе та 4 готелі.

## Історія
До села переселилися арумуни з Албанії наприкінці XIX століття. У 1890 році було відкрито текстильну фабрику, зруйновану під час Першої світової війни, але відновлену 1924 року та чинну до 1940 року.

## Населення

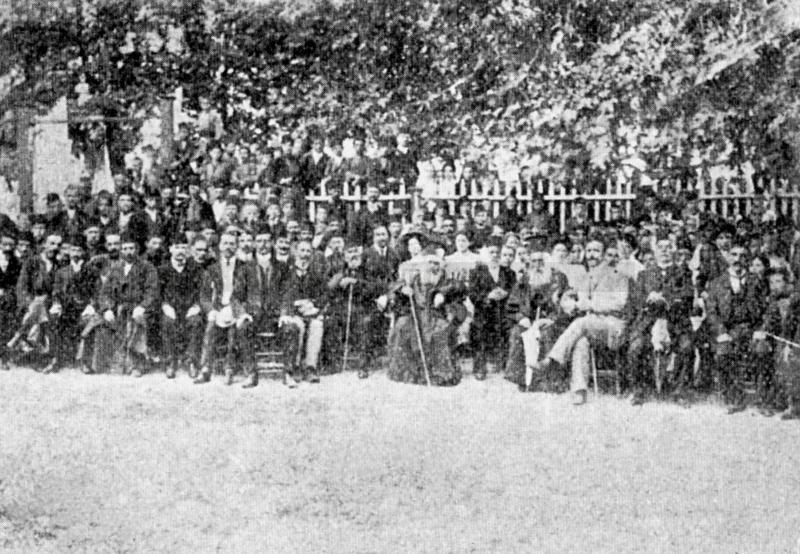
Мешканці Магарево наприкінці XIX — на початку XX століття

Одне з 5 арумунських сіл регіону, інші Ніжеполе, Трново, Маловіште, Гопеш.
Станом на 1900 рік у Магарево мешкало 2400 осіб, на 1905 рік — 2160 осіб, 1953 року — 158 (81 македонці, 76 арумунів, 1 албанець) За переписом 1961 року в селі мешкали 159 осіб, а 1994 року — 90, з яких 74 македонці, 9 арумунів, 7 інших. За переписом 2002 року у селі було тільки 87 мешканців (62 македонці, 24 арумуни, 1 інший; усі православні), а дослідження 2019 року виявило лише 60 осіб.

## Відомі люди

### Уродженці
- Димітріос Лалас[en] — грецький піаніст і композитор арумунського походження
- Димітріос Цапанос[en] — грецький революціонер арумунського походження
- Михаїл Сапкас[en] — грецький політик арумунського походження
- Родина художників Анастасових: Анастас Магаревський[bg], Константин Анастасов[bg], Димітор Анастасов[bg]

### Пов'язані
- Бранислав Нушич — сербський поет арумунського походження, родина походить з Магарево.